# Joaquim Sagnier i Villavecchia
Joaquim Sagnier i Villavecchia (Barcelona, 3 de setembre de 1864 - Barcelona, 26 de març de 1939), fou un jurista, militar i polític català, germà de l'arquitecte Enric Sagnier i Villavecchia. Fou alcalde de Barcelona i diputat a les Corts Espanyoles durant la restauració borbònica.

## Biografia
Fill del jurista i literat Lluís Sagnier i Nadal i pare de Josep Maria Sagnier i Sanjuanena. Doctorat en dret el 1893, ingressà al cos jurídic militar el 1895, arribant al grau d'auditor general el 1923, càrrec que exercí a Valladolid, Burgos i Barcelona. Fou soci de l'Ateneu Barcelonès i de la Societat Econòmica Barcelonesa d'Amics del País.
Diputat a Corts pel Partit Conservador pel districte d'Arenys de Mar a les eleccions generals espanyoles de 1903, 1905, 1910, 1914 i 1916. Fou alcalde de Barcelona el 1913-1914, directiu d'Aigües de Barcelona i director general de Presons. Durant la guerra civil espanyola va estar un temps empresonat, i va morir com a resultat de les penúries que va patir.